# 議事妨害
議事妨害（ぎじぼうがい）は、議会の少数派が議院規則の範囲内で議事の進行を意図的・計画的に妨害すること。会期制を採用している議会では会期終了と同時に審議中の議案は原則として廃案となるため、審議や採択に必要な時間そのものが交渉材料であり、少数派が多数派の譲歩を引き出す戦術として利用されることがある。

## イギリス
イギリスでは特にアイルランド選出議員など、議会内少数派の地域政党の議員により議事妨害が行われ、その対策を整備してきた歴史がある。
1880年代に、アイルランド問題が紛糾し、アイルランド国民党議員の長時間の演説による議事妨害が行われた結果、議会の過半数の賛成で議事を打ち切る、“ギロチン動議”の制度が導入された。ただし議長が公正な討論が続いていると判断した場合は却下される。これは、議長が公正中立で少数派を尊重する慣習が根付いているイギリス議会ならではの仕組みである。
20世紀後半になり、定足数確認要求の乱発という議事妨害が使われた。イギリス議会の場合、その確認の方法が面倒であったことや、定足数以下でも審議が行われることが常態化していたことから、その効果は大きく、対策として結果的に定足数は採決時を除き事実上廃止とされることになった。

## アメリカ
アメリカ合衆国では、特にフィリバスター（filibuster; 由来はオランダ語で略奪者・海賊を意味する vrijbuiter）と呼ばれ、連邦議会上院で、演説を長時間続ける手法が採られる。これは上院では議員の発言時間に制限が課されず、席に座らず立ったまま演説を続け、トイレなどで本会議場を出ないでいる限り、何時間でも演説し続けられるという伝統があるためで、1789年の第1回議会から、良心に従って発言できる審議形式は、上院の誇りになっている。
上院規則によれば、上院議員は本会議で何を演説してもよいことになっており、過去にはアメリカ合衆国憲法を序文から最後まで朗読することや、歌の歌詞や料理本のレシピを読み続けることや、聖書の朗読を演説し続けたことが実際に使われたという。
理論的には、たった1人の上院議員でも議決に反対している場合は、フィリバスターにより審議を遅延させることが可能であるため、フィリバスターを止める手段として、上院の5分の3以上の議員（60人以上）が打ち切りに賛成した場合は、1時間以内に演説者は演説をやめなければならないというものがある（討議終結決議:clotureクローチャー:第66議会会期中の1919年11月15日に導入）が、議会で可決されることは稀であり、議会の多数派が折れるか、演説者の体力が尽きるまで継続されることになる。
このように、フィリバスターは体力を振り絞った必死の抵抗であること、そしてアメリカ映画『スミス都へ行く』で、主人公スミスがフィリバスターにより正義を実現する姿が描かれたことから、フィリバスターに対する悪い印象は少なかった。上院は、伝統的に政党色とともに、党議拘束が無く議員の選出州や思想・信条を基に討議する傾向にあり、弁士となる議員がフィリバスターを行っている間に、同調議員が多数派の切りくずしや取り引き工作、法案・条項の修正を求める交渉を行う。
ただし、現在では1975年の上院規則改正により「フィリバスターを宣言する」議員が議場に居るだけでフィリバスターが有効となるため、軽視できない少数派と多数派が意見調整するための「手続き」的なフィリバスターがほとんどとなり、実際に長い演説をするような光景は、少数になりつつある。フィリバスターは極めて容易になり、2000年以降は1年あたり50回以上のフィリバスターが行われている。
一般にフィリバスターは、少数派（少数派政党）の数が40〜49（上院議長である副大統領が反対の場合は50）人の場合に使われる。これは40人未満の場合は多数派の60人以上によりフィリバスターが無効になり、50（副大統領が反対の場合は51）人以上いる場合は多数派となり、フィリバスターをする必要がなくなるからである。逆に体力の限り演説を行う必要がなくなったため、フィリバスターの宣言中に意見調整の見通しが立たない場合、多数派が法案成立を放棄せざるをえないことになる（会期末までフィリバスターの宣言を通すことができるため）。
フィリバスターの最長時間の記録は、2025年3月31日19時から翌4月1日20時過ぎにかけておこなわれた、コリー・ブッカー議員によるドナルド・トランプ大統領への批判を中心とした長時間の演説である。演説は25時間4分にわたって行われ、これまでの最長だったストロム・サーモンドによる演説記録（1957年、24時間18分）を更新した。
フィリバスターをする目的は、多数派からの譲歩を引き出すことである。
2010年12月13日、バーニー・サンダースがブッシュ政権から続いていた減税措置の延長をめぐって8時間半に及ぶフィリバスターを行った。
このフィリバスターはインターネット上で話題になり、その様子はTwitterで中継された。
2013年9月に、テッド・クルーズがオバマケアに反対する立場から、21時間以上にわたるフィリバスターを行った。1900年以降では最長の演説の1つになっている。
なお、上院において定足数確認も議事遅延の手段とされるが、定足数確認は一旦議事進行を止めて議員同士の個別協議の時間を取るために用いられる。このような定足数確認における点呼は間を長く取ったペースで行われる。

### 核のオプション
合衆国上院本会議の議事主宰者（仮議長もしくは仮議長代行）はあくまで規則と慣例に則って議事進行上の判断を行わなければならないが、その判断に対して議員から異議（appeal）があった場合、その異議は議場の表決に付せられる。この表決は単純多数で可決可能である。もし異議が可決された場合、議事主宰者は異議のあった判断を撤回しなければならない。この手続きを利用し、
1. 多数党院内総務が、フィリバスター対象議案の即時採決を要求する
2. 議事主宰者（通常は多数党議員）はその要求を却下する
3. 多数党院内総務はその判断に対する異議を申し立てる
4. 議事主宰者はその異議を議場の投票に付し、単純多数で可決される
5. 異議可決に従って、議事主宰者は2.の判断を撤回し、それに従って1.の要求を認めると宣言する
6. 認められた1.の要求の通りにフィリバスター対象議案の採決が行われる

という方法で、単純多数によりフィリバスターを覆すことができる。この方法は核のオプションもしくは核オプションと呼ばれ、2013年に民主党が、2017年に共和党が実行している。この方法を問題視する意見も根強く、頻用はされていない。

## 日本
日本の国政政党では党議拘束が厳しいので、ほぼ全ての内閣提出法案は、採決に付されれば与党の賛成多数で可決される。そのためほとんどの議事妨害は野党側が与党側に対して行うものである。議事妨害で用いられる手法の代表例としては以下が挙げられる。
質問攻め
野党側が議事妨害を行う最初歩のレベルとして、審議時間を要求した上での重複質疑の繰り返しが挙げられる。日本では特段の問題発言でもない限り、質問内容がマスコミなどで批判される事はまずないため、野党側はほとんどリスクを負うことなく質疑時間を稼ぐことができる。しかし与党側も際限なく答弁・審議に応じるわけではないため限界がある。
牛タン戦術
上述のフィリバスターに対する日本での俗称。日本では演説時間の制限についても過半数の賛成で可能なため、有効な戦術にはなりにくい。詳しくは牛タン戦術を参照。
審議中断
委員会においては委員会理事、本会議では議院運営委員会理事が委員長や議長に対して議事運営に対するクレームをつけると、（強行採決などの場合以外は）委員長や議長が与野党の委員会理事や議運委理事に打開策を協議させる。その間、質問者の持ち時間は消化されないため議事が遅延する。
吊るし
与野党対決法案について、野党が委員会審査に先立って本会議での趣旨説明を求め、委員会への付託を遅らせること。「吊るす」「吊るしを下ろす」とも言う。
マクラ
野党が、本命の与野党対決議案より、慣例により先決とされる議案を乱発すること。マクラによって与野党対決議案の審議を遅らせる。
不信任決議案（動議）の提出
議案に先立って審議が優先される、内閣不信任決議案や各大臣の不信任決議案(参議院では問責決議案）、単独審議や強行採決を理由とした議長不信任決議案や委員長解任決議案などの提出が活用される。議長不信任決議案の場合には、対象者である議長は一時退席し通例野党出身の副議長に議事進行させることが可能であるため、2004年の国民年金法改正案においては、副議長に会議を散会させようとしてその宣告を行わせたが、参議院規則に違反していたため失敗に終わった例もある。
1992年にPKO国会に当たり、日本社会党が各大臣個別に不信任決議案を提出しようとした際、これを封じるため自由民主党が内閣信任決議案を提出して可決したことがある（一事不再議の原則から、内閣信任決議が可決されれば、信任決議可決時の閣僚個々への不信任決議案は提出できなくなるため）。
審議拒否
野党の審議拒否に対抗して与党が単独審議を行った場合、与党に非があるとみなす傾向が日本の世論には強い。ただし近年は審議拒否への批判も強くなる傾向があり、野党側もリスクを負う戦術である。逆に野党が委員長を務める委員会や野党が多数をしめる議院においては、与党が審議拒否を行う例もある。日本以外の国で審議拒否がなされる場合は、法案審議の正当性そのものに異議を唱える場合であり、日常的な駆け引きに審議拒否が多用されるのは、日本の国会の特色である。詳しくは審議拒否を参照。
牛歩戦術
起立採決でなく、議院規則で認められた投票による採決確認を議長に求め、投票に至るまでの行為（点呼を受け投票箱に向かうまでの間）にゆっくり歩くなどして時間をかけること。この牛歩戦術には院外から批判も多く、単純に時間切れに持ち込むためというよりは、騒ぎにすることで議案の問題に注目を集めるためという側面が強い。詳しくは牛歩戦術を参照。
ピケ戦術
委員会室や議場（あるいは議長室出入口の外など）で少数派議員がピケやバリケードを張るなどして、多数派や議長の入室を阻止し物理的に議事を妨害すること。議場占拠。これは合法的とは言いがたい実力行使である。もっとも、通常は会派単位で行うものについて、懲罰動議に至らないのが通例である。

## 韓国
1964年4月21日、当時国会議員を務めていた金大中は金俊淵議員の拘束同意案の可決を阻止するために約5時間19分のフィリバスターを行った。
2016年にはテロ防止法に対する反対討論では共に民主党と国民の党の38人の議員によって行われた2月23日午後7時06分から3月2日夜まで計192時間25分行われたことが記録されている。最後の議員の反対討論は12時間31分もかかったという。